# Dlouhá Ves (Klatovyi járás)
Dlouhá Ves település Csehországban, a Klatovyi járásban. Dlouhá Ves Hartmanice, Kašperské Hory és Sušice településekkel határos. Lakosainak száma 882 fő (2024. január 1.).

## Népesség
A település lakosságának változását az alábbi diagram mutatja:
| Lakosok száma | 2053 | 2150 | 2107 | 1060 | 865  | 777  | 857  | 848  | 841  | 882  |
|               | 1869 | 1890 | 1921 | 1950 | 1980 | 2001 | 2017 | 2019 | 2022 | 2024 |